# King of the Mischievous South Vol. 2
King of the Mischievous South Vol. 2 è il sesto mixtape del rapper statunitense Denzel Curry, pubblicato il 19 luglio 2024 tramite PH Recordings e Loma Vista.

## Descrizione
Il progetto serve da sequel al terzo mixtape di Curry King of the Mischievous South Vol. 1 Underground Tape 1996, pubblicato nel 2012, ed è caratterizzato dalla presenza di collaborazioni in ogni brano escluso Lunatic Interlude; tra i collaboratori al mixtape sono presenti Kingpin Skinny Pimp, Key Nyata, Maxo Kream, TiaCorine, ASAP Ferg, That Mexican OT, 2 Chainz, Mike Dimes, Kenny Mason, Project Pat, Ty Dolla Sign, Juicy J, Armani White, Ski Mask the Slump God, PlayThatBoiZay e ASAP Rocky.

## Tracce
1. KOTMS II Intro (feat. Kingpin Skinny Pimp) – 0:31 (Ryan DeGrandy, Derrick Hill)
2. Ultra Shxt (feat. Key Nyata) – 3:16 (Denzel Curry, Kishaun Bailey, DeGrandy, Hill, A. Porterfield)
3. Set It (feat. Maxo Kream) – 2:40 (Curry, Emekwanem Biosah Jr., Hill)
4. Hot One (feat. TiaCorine e ASAP Ferg) – 2:45 (Curry, Isaac de Boni, Darold Ferguson Jr., Edgar Ferrera, Hill, Michael Mulé, Porterfield, Tia Thompson-Shultz)
5. Black Flag Freestyle (feat. That Mexican OT) – 3:27 (Curry, Virgil René Gazca, Hill, R. Johnson, Rickie Thomas)
6. Headcrack Interlude (feat. Kingpin Skinny Pimp) – 0:29 (Hill)
7. G'z Up (feat. 2 Chainz e Mike Dimes) – 3:33 (Curry, Kevin da Silva, Tauheed Epps, Michael Goode, A. Kanda, Rideout, Andre Robertson)
8. Lunatic Interlude – 0:39 (Paul Beauregard, Hill)
9. Sked (feat. Kenny Mason e Project Pat) – 3:42 (Curry, Ernest Brown, Edwin Green, Jordan Houston, Patrick Houston)
10. Choose Wisely Interlude (feat. Kingpin Skinny Pimp) – 0:37 (HillJ. Houston, E. Page, W. Page)
11. Cole Pimp (feat. Ty Dolla Sign e Juicy J) – 3:38 (Curry, E. Page, W. Page)
12. Wishlist (feat. Armani White) – 3:06 (Curry, W. Hutch, Enoch Tolbert)
13. Hit the Floor (feat. Ski Mask the Slump God) – 3:26 (Curry, Stokeley Goulborne, Jordan Ortiz, Nelida Yew)
14. Hoodlumz (feat. PlayThatBoiZay e ASAP Rocky) – 2:09 (Curry, Hill, J. Houston, Isaiah Loubeau, Rakim Mayers)
15. KOTMS II Outro (feat. Kingpin Skinny Pimp) – 0:31 (Curry, Hill)